# De Dijlevallei
De Dijlevallei este o arie protejată (arie specială de conservare — SAC, sit de importanță comunitară — SCI, arie de protecție specială avifaunistică — SPA) din Belgia întinsă pe o suprafață de 1.249 ha, integral pe uscat.

## Localizare
Centrul sitului De Dijlevallei este situat la coordonatele 50°48′10″N 4°38′27″E / 50.8028°N 4.6408°E.

## Înființare
Situl De Dijlevallei a fost declarat arie de protecție specială avifaunistică în octombrie 1988 pentru a proteja 7 specii de animale. Alte tipuri de protecție:
- sit de importanță comunitară (în ianuarie 1900)
- arie specială de conservare (în ianuarie 1900)[1][2]

## Biodiversitate
Situată în ecoregiunea atlantică, aria protejată nu include niciun habitat protejat.
La baza desemnării sitului se află mai multe specii protejate de  păsări (7): pescăruș albastru (Alcedo atthis), buhai de baltă (Botaurus stellaris), Cygnus columbianus bewickii, egretă albă (Egretta alba), stârc pitic (Ixobrychus minutus), gușă albastră (Luscinia svecica), cresteț pestriț (Porzana porzana).